# أنجولار جي إس
أنجولار جي إس (بالإنجليزية: AngularJS)‏ (الشائع الإشارة لها بـ "Angular") هو إطار عمل تطبيقات ويب مفتوح المصدر محفوظ لجوجل ومجتمع من المطورين الأفراد والشركات. أنشئ هذا الإطار لمعالجة العديد من التحديات التي يواجهها تطوير تطبيقات الصفحة-الواحدة. وتهدف إلى تبسيط كل من تطوير واختبار هذه التطبيقات من خلال توفير إطار من جانب العميل (client-side framework) بمعماريات نمط-عرض-متحكم (MVC) ونمط عرض-النموذج (MVVM)، جنبا إلى جنب مع المكونات التي يشاع استخدامها في تطبيقات الإنترنت الغنية.
يعمل AngularJS اولاً من خلال قراءة صفحة لغة ترميز النص الفائق، التي تكمن فيها سمات ووسوم اضافية. Angular تفسر هذه الخواص على انها توجيهات لربط أجزاء مدخلات أو مخرجات من الصفحة إلى النموذج الذي يمثله متغيرات جافا سكريبت القياسية. قيم متغيرات جافا سكريبت هذه يمكن تعيينها يدويا ضمن الكود، أو استرجاعها من JSON resources ثابتة أو متغيرة.
وفقا لتحليلات خدمة جافاسكربت Libscore فإن هذا الإطار يستخدم في مواقع NBC, Walgreens, Intel, Sprint, ABC News ، وحوالي 8400 موقع آخر من مليون تم اختباره في يوليو 2015.

## وصلات خارجية
- أنجولار جي إس على موقع Open Hub (الإنجليزية)
- أنجولار جي إس على موقع Free Software Directory (الإنجليزية)